# Ronald Rhoads
Ronald Rhoads (* 7. September 1933 in Long Beach) ist ein ehemaliger US-amerikanischer Radrennfahrer und nationaler Meister im Radsport.

## Sportliche Laufbahn
Rhoads war Teilnehmer der Olympischen Sommerspiele 1952 in Helsinki. Er schied im olympischen Straßenrennen beim Sieg von André Noyelle aus dem Rennen aus. Die US-amerikanische Mannschaft kam nicht in die Mannschaftswertung. 1953 gewann er den nationalen Titel im Straßenrennen der Amateure.